# Stockholm beer and whisky festival
Stockholm Beer & Whisky Festival är en öl- och whiskyfestival i Nacka Strand, Nacka kommun. Den har hållits i september/oktober sedan 1992, fram till 2000 dock under namnet Stockholm beer festival. 1997–1998 hölls festivalen i Sollentuna kommun.